# Релампаго (Техас)
Релампаго (англ. Relampago) — переписна місцевість (CDP) в США, в окрузі Ідальго штату Техас. Населення — 129 осіб (2020).

## Географія
Релампаго розташоване за координатами 26°5′6″ пн. ш. 97°54′21″ зх. д. / 26.08500° пн. ш. 97.90583° зх. д. (26.085088, -97.905872).  За даними Бюро перепису населення США в 2010 році переписна місцевість мала площу 3,99 км², уся площа — суходіл.

## Демографія
Згідно з переписом 2010 року, у переписній місцевості мешкали 132 особи в 42 домогосподарствах у складі 32 родин. Густота населення становила 33 особи/км².  Було 49 помешкань (12/км²). 
Расовий склад населення:
| - 90,2 % — білих - 9,8 % — осіб інших рас |

До двох чи більше рас належало 0,0 %. Іспаномовні складали 94,7 % від усіх жителів.
За віковим діапазоном населення розподілялося таким чином: 34,1 % — особи молодші 18 років, 50,7 % — особи у віці 18—64 років, 15,2 % — особи у віці 65 років та старші. Медіана віку мешканця становила 35,5 року. На 100 осіб жіночої статі у переписній місцевості припадало 71,4 чоловіків;  на 100 жінок у віці від 18 років та старших — 67,3 чоловіків також старших 18 років.
Цивільне працевлаштоване населення становило 0 осіб. 